# Жерар де Нервал
Жерар де Нервал (фр. Gerard de Nerval; Париз, 22. мај 1808 — Париз, 26. јануар 1855) је био један од најпознатијих француских књижевника епохе романтизма.

## Биографија
Родио се у Паризу, у сиромашној грађанској породици. Рано је остао без мајке, чијег је сталног присуства лишен од самог рођења, јер је био дат непознатим старатељима. Детињство је провео код рођака у месту Мортфонтен, северно од Париза. Као веома млад је почео да објављује стихове, патриотски настројене. Био је велики обожавалац Наполеона Бонапарте, а као уметник је гајио култ немачке културе. После два затварања због учествовања у студентским нередима 1832, истакао се, као студент медицине, у борби против колере која је харала Паризом. По повратку са једног путовања, 1834. године, први пут је срео глумицу Жени Колон (фр. Jenny Colon). Песникова љубав временом је постала опсесија и добила карактер узвишеног, мистичног култа. Живео је сиромашно, само од свог књижевног рада. Године 1841. показали су се први видљиви знаци његовог менталног поремећаја, што је сам назвао „проширивање сна у стварни живот“. Након смрти Жени Колон 1842, кренуо је на пут по источним земљама. Инспирисан тим путовањима објављује књигу Пут на исток. Исте године (1851) Нервал запада у тешку душевну кризу. Одлази у санаторијум на лечење, али се и даље бави књижевним радом. Пуштен је 1854. Од тада је живео луталачки животом, у немаштини, а духовну пометеност повећавао је и његов страх да више неће моћи књижевно да ствара. У зору 26. јануара 1855. пролазници су нашли песника обешеног о решетке прихватилишта за сиротињу.

## Романтичар
Жерар де Нервал је дуго био сврставан у групу „других“ или чак „мањих“ романтичара и одвајан од четири „велика“ представника француског романтизма (Ламартин, Иго, Вињи, Мисе). Поред специфичности његове поезије, која се умногоме разликовала од дотадашње и од њему савремене песничке тенденције, и сам Нервал је допринео таквом статусу, јер своја најбоља песничка остварења није објављивао у самосталним збиркама, већ их је припајао прозним делима.
По неким својим цртама Нервал је изразити романтичар. Био је један од првих припадника групе „Млада Француска“ (фр. La Jeune France), која је представљала активно тело романтичарског покрета. У духу тадашњих интелектуалних тежњи он се интересује за егзотичне земље, за примитивне народе и фолклор, домаћи и страни.
Међутим, оно што Нервала чини романтичарем у најчистијем смислу те речи јесте његова потпуна искреност. За њега писање није било забава или средство за постизање успеха, па чак ни обична унутрашња потреба, већ питање опстанка. Сва његова животна судбина била је везана за књижевни стваралачки рад. Цело поетско дело Жерара де Нервала је помно праћење и бележење сопствених доживљаја, немира, патњи, лутања и надања.

## Претеча симболизма и надреализма
Нервалов углед као песника нарочито је порастао после појаве симболизма, на који је извршио велики утицај. Тај утицај је обележио обе струје овог правца: ону коју је везана за Верлена и Малармеа, а води до Валерија, и другу, која од Рембоа, преко Аполинера, води до надреализма.
Као и касније симболисти, Нервал тражи везе (кореспонденције) међу свим стварима света, тражи односе између сна и јаве, настоји да схвати скривени смисао свега што нас окружује и да то дочара више сугестијама, наговештајима, него експлицитним објашњењима. Његове песме су без реторичких елемената, херметичне, испуњене речима без прецизног и јасно одређеног значења које имају призвук магичних формула. Пре симболиста и надреалиста Нервал укида границе између нормалног и ненормалног, понире у подсвест и тежи интуитивном откривању апсолутног.
Тај утицај се осећа и у модерној поезији и прози. У погледу истраживања времена Нервал је претходник Марсела Пруста, што је и сам Пруст признавао, називајући га највећим генијем 19. века, поред Шатобријана. Уместо објективног узимања прошлости која је евоцирана помоћу интелектуалног памћења, Нервал уводи афективно памћење, субјективно и непосредно, које боји и оживљава прошлост.